# Wirts House
Wirts House je historický dům stojící na Schrivers Corner Road v Straban Township, Adams County v Pensylvánii. Je to patrové obydlí obdélníkového půdorysu. Je pokryt dřevěným šindelem a posazen na kamenných základech. Původní část se datuje kolem roku 1765, „zadní budova“ byla postavena asi v letech 1786 a 1812, a patro v letech 1825 a 1830. Jmenuje se po prvním majiteli, Jacobu Wirtsovi.
V roce 1992 byl zařazen do National Register of Historic Places.